# Jürgen Melzer
Jürgen Melzer (Viena, 22 de mayo de 1981) es un ex-tenista profesional austriaco. Alcanzó su máximo ranking ATP el 18 de abril del 2011, cuando fue número 8 del mundo en sencillos.
En 1999, ganó el torneo de sencillos de Wimbledon en categoría juveniles. Melzer es zurdo y mide 1,83 m, destacándose por sobre todo por su buen juego en la red. Llegó hasta semifinales de Roland Garros 2010 como mejor resultado en un Grand Slam cayendo con Rafael Nadal, después de haber eliminado a Novak Djokovic en cuartos de final; en ese mismo año llegó a cuarta ronda de Wimbledon en categoría de sencillos y junto a Philipp Petzschner logró el título de dobles tras vencer a Robert Lindstedt y Horia Tecau por 6-1 7-5 7-5; también junto a Petzschner logran el título de dobles del Us Open tras derrotar a Mariusz Fyrstenberg y Marcin Matkowski por 6-2 6-2.
Es el hermano mayor del también tenista Gerald Melzer.

## 2010
Melzer iniciaba el 2010 en el Brisbane International donde cayó sorpresivamente en primera ronda con Matthew Ebden por 7-5 y 6-1, en el Torneo de Auckland llegaba hasta los cuartos de final donde perdió con el francés Arnaud Clement por 6-2 y 7-5, melzer también tendría una temprana caída en el Australian Open perdiendo con el francés Florent Serra en 5 sets.
Después participaba en el Torneo de Zagreb donde en primera ronda derrotaba a Daniel Brands por 6-4 y 6-3, más tarde aplastaba al belga Olivier Rochus por 6-2 y 6-3, después tuvo un duró partido con Illya Marchenko a quien derrotó en tres sets por 3-6, 6-0 y 7-5, pero perdió en semifinales con el campeón defensor Marin Čilić por 7-6 (5) y 6-4, pero Melzer junto a Philipp Petzschner consiguieron el título de dobles tras vencer a Arnaud Clement y Olivier Rochus. Una semana después participaba en el ABN AMRO World Tennis Tournament en Róterdam donde en primera ronda derrotaba a Victor Troicki por 6-3, 3-0 y retiro del serbio, más tarde aplastó al italiano Andreas Seppi por 6-2 y 6-2, ya en cuartos sería derrotado por el ruso Nikolai Davydenko por 6-3 y 6-2.
Melzer después participa en el Torneo de Dubái donde empezó derrotando a Simone Bolelli por 6-1 y 7-5, en segunda ronda vencía al español Tommy Robredo por 6-3 y 7-5, después en cuartos de final derrotó al croata Marin Čilić por 7-6 (8) y 7-5, en semifinales fue derrotado por Mijaíl Yuzhny, quien perdería la final con el campeón defensor Novak Djokovic. Después en la Copa Davis en sencillos derrota a Lukas Lacko por 7-6 (2), 7-5, 7-5 y a Martin Klizan por 6-3, 6-3 y 7-5.
Melzer participa en el Masters de Indian Wells donde en segunda ronda derrotó al argentino David Nalbandian por 6-4 y 6-1, en segunda ronda avanzó rápidamente por la ausencia del alemán Simon Greul y después en cuarta ronda perdió con el estadounidense Andy Roddick por 7-6 (5) y 6-4. En el Masters de Miami venció en segunda ronda al colombiano Alejandro Falla por 6-3 y 6-2, en tercera ronda perdió en tres sets con el español Fernando Verdasco por 3-6, 7-6 (4), 6-1.
Empezó la temporada de polvo de ladrillo en el Montecarlo Rolex Masters derrotando al francés Paul-Henri Mathieu por 6-3 y 6-2 y más tarde sería derrotado por el alemán Philipp Petzschner por 7-6 (4) y 6-2. En el Barcelona Open Banco Sabadell venció en primera ronda al ecuatoriano Nicolas Lapentti 6-3 y 6-3, en segunda ronda tuvo un complicado partido con Oscar Hernández y lo venció en 3 sets por 6-7 (4), 7-5, 7-5 y en tercera ronda fue derrotado nuevamente en tres sets por el español Fernando Verdasco por 3-6, 7-6 (1), 6-3, verdasco ya había derrotado a melzer en la tercera ronda del Masters de Miami en un resultado muy parecido a este pero por diferencia de dos games en el último set.
Melzer fue derrotado en el Masters de Roma muy fácilmente por el suizo Stanislas Wawrinka 6-1 y 6-2 en primera ronda.
En el Masters de Madrid derrotó en primera ronda al sudafricano Kevin Anderson por 6-2, 2-6, 6-4, en segunda ronda venció al estadounidense Mardy Fish 3-6, 6-1, 6-4 y después de dos partidos pudo vencer al local Fernando Verdasco por 7-5 y 6-3, pero fue derrotado por Nicolás Almagro por 6-1 y 6-3.
Comenzó Roland Garros donde melzer venció sin complicaciones a Dudi Sela por 7-5, 6-2, 6-4, en segunda ronda derrotó en cuatro sets al local Nicolas Mahut por 6-1, 3-6, 7-6(7), 6-4, en tercera ronda venció al español David Ferrer en sets corridos por 6-4, 6-0, 7-6(1), en cuarta ronda derrotó a la sorpresa del torneo Teimuraz Gabashvili 7-6(6), 4-6, 6-1, 6-4, llegaba por primera vez a cuartos de final de un Grand Slam donde tuvo que remontar 2 sets abajo para derrotar en 5 sets al número 2 del mundo Novak Djokovic por 2-6, 3-6, 6-2, 7-6(3), 6-4, así llegó a semifinales por primera vez en un Grand Slam, pero el español Rafael Nadal detuvo su gran marcha venciendoló por 6-2, 6-3, 7-6(6) y avanzó hasta el puesto número 12 del ranking ATP.
Melzer comenzó la gira de cespéd en el Torneo de Halle como preparación para Wimbledon y en primera ronda derrotó al ruso Alexander Kudryavtsev por 3-6, 7-6(2), 6-2, pero fue derrotado por el local Mischa Zverev por 3-6, 7-6(2), 7-6(3).
Finalmente empezó Wimbledon el tercer Grand Slam del año y melzer empezó con una victoria en 4 sets frente al jamaiquino Dustin Brown por 6-3, 4-6, 6-2, 6-3, más tarde batalló en segunda ronda frente a Victor Troicki un partido a 5 sets donde la victoria fue para melzer tras remontar dos sets abajo por 6-7 (5), 4-6, 6-3, 7-6(6), 6-3, después venció al español Feliciano López en tercera ronda por 4-6, 6-3, 6-2, 6-4, finalmente en cuarta ronda fue derrotado por el suizo Roger Federer por 6-3, 6-2, 6-3. Melzer ganó junto a Philipp Petzschner el título de dobles tras vencer a Horia Tecau y Robert Lindstedt por 6-1, 7-5, 7-5.
Melzer viajó a Alemania para disputar el Torneo de Stuttgart y el Torneo de Hamburgo donde en Stuttgart fue derrotado por Albert Montañés en los cuartos de final y en Hamburgo cayó en la final con el kazajo Andrey Golubev por 6-3 y 7-5.
En el Torneo de Umag aplastó en segunda ronda al checo Jan Hájek por 6-1 y 6-0 pero fue derrotado por el italiano Andreas Seppi por 6-1 y 6-4, pasó apenas 6 días de su enfrentamiento en Hamburgo donde el encuentro se lo llevó melzer en sets corridos.
En el Masters de Toronto fue derrotado en primera ronda con el local Peter Polansky en sets corridos. En el Masters de Cincinnati empezó derrotando al colombiano Santiago Giraldo por 6-1 y 6-4, pero fue derrotado por el letón Ernests Gulbis por 6-7 (8), 6-3, 7-6 (5).
Ya en el US Open el último Grand Slam del año melzer tuvo un duró partido a 5 sets con Dmitry Tursunov y se lo llevó por 6-4, 6-2, 3-6, 4-6, 6-3, más tarde en segunda ronda jugó otro partido a 5 sets con Richard Berankis donde melzer se impuso en el partido por 6-4, 6-7 (4), 6-3, 1-6, 7-5, en tercera ronda superó fácil al español Juan Carlos Ferrero por 7-5, 6-3, 6-1 y en cuarta ronda en un partido muy entretenido melzer fue derrotado por segunda vez en el año y en su carrera por Roger Federer quien lo derrotó por 6-3, 7-6 (4), 6-3.
En los Play-Off de la Copa Davis frente a Israel en individuales venció en sets corridos a Harel Levy por 6-4, 6-3, 6-3 y también en sets corridos venció a Dudi Sela por 6-4, 6-0, 6-3.
Comenzó la Gira Asiática en el Torneo de Bangkok donde derrotó a Dudi Sela por 6-4 y 6-3, pero perdió en sets corridos ante el finlandés Jarkko Nieminen por 6-3 y 7-6 (4). En el Torneo de Tokio venció al argentino Juan Mónaco por 6-4, 4-6, 6-1, pero perdió en tres sets contra el serbio Victor Troicki por 7-6 (7), 3-6, 7-6 (3).
En el Masters de Shanghái venció en primera ronda a Tsung-Hua Yang por 6-4 y 7-6 (5), en segunda ronda venció a Daniel Gimeno-Traver por 6-3 y 7-6 (2), en tercera ronda derrotó por primera vez al numeró 1 del mundo Rafael Nadal por 6-1, 3-6, 6-3, unas de sus victorias más importantes en su carrera tenística, pero fue derrotado por el argentino Juan Mónaco por 6-7 (6), 7-5, 6-2, ya melzer una semana antes en Tokio derrotó al argentino en tres sets.
Melzer iba a defender su título en el Torneo de Viena como primer preclasificado, Melzer derrotó en segunda ronda al polaco Lukasz Kubot por 7-6 (3) y 7-6 (2), avanzó a semis tras la ausencia de Philipp Kohlschreiber, en semis derrotó al español Nicolás Almagro por 6-4 y 6-4, finalmente la copa se iba a quedar en casa tras la victoria del perdedor afortundo Andreas Haider-Maurer y en la final Melzer defendió con éxito su título tras imponerse a Andreas Haider-Maurer por 6-7 (10), 7-6 (4), 6-4.
Melzer tenía como última oportunidad para clasificar al ATP World Tour Finals el Masters de París dependía de los sus resultados y los resultados del español número 9 Fernando Verdasco, comenzaba derrotando en segunda ronda al colombiano Santiago Giraldo por 6-3 y 7-6 (6), después venció en tres sets a David Ferrer por 7-6 (6), 2-6, 6-3, pero sus oportunidades se esfumaron tras ser derrotado por Roger Federer por 6-1 y 7-6 (4).

## 2011
Melzer iniciaba el 2011 en el Abierto de Australia en primera ronda vencía a Vicent Millot por 6-2, 6-4, 6-2 después derrotaba a Pere Riba por 6-2, 6-4, 6-2 en tercera ronda vencía en 4 sets al chipriota Marcos Baghdatis por 6-7(5), 6-2, 6-1, 4-3 y retirada del chipriota y en cuarta ronda Andy Murray lo venció por un claro 6-3, 6-1, 6-1 mejorando su resultado en el Australian Open.
En el Mes de febrero comenzaba en el ABN AMRO World Tennis Tournament vencía en primera ronda al holandés Jesse Huta Galung por 6-4 y 6-4 y en segunda ronda Marin Čilić lo vencía muy fácil por 6-2 y 6-4, una semana después Melzer participa en el Torneo de Marsella venciendo en octavos de final al italiano Andreas Seppi por 7-5 y 6-3, en cuartos caería con el ruso Dmitry Tursunov por 6-4, 2-6 y 6-1.
Comenzaba la primera ronda de la Copa Davis cayendo en Sencillos con Jeremy Chardy por 7-5, 6-4 y 7-5, en dobles junto a Oliver Marach vencian a Michael Llodra y Julien Benneteau por 6-4, 3-6, 6-3 y 6-4, volvía a jugar nuevamente en sencillos para vencer a Gilles Simon por 7-6(7), 3-6, 1-6, 6-4 y 6-0. Comenzaba el Masters de Indian Wells en segunda ronda vencía a Julien Benneteau para después caer con Richard Gasquet por 6-1 y 6-3, en el Masters de Miami caería rápidamente con Philipp Petzschner por 6-3 y 6-4.
Comenzaba la temporada de polvo de ladrillo en el Masters de Monte Carlo venciendo a Robin Haase por 3-6, 6-1 y 6-2, después en tercera ronda vencía al español Nicolás Almagro por 6-1 y 6-4, en cuartos por primera vez en su carrera venció al suizo Roger Federer por un claro 6-4 y 6-4, llegaba por primera vez a semifinales de un Masters 1000 pero David Ferrer se interpuso en su camino tras perder por 6-3 y 6-2.
En el Barcelona Open Banco Sabadell vencía en primera ronda al español Marcel Granollers por 6-1 y 6-3 después en segunda ronda vencía en tres sets a Albert Montañés por 6-7(2), 6-3 y 6-2 y nuevamente sería derrotado por el español David Ferrer por 6-3 y 6-3. En el Masters de Madrid perdió rápidamente con el español Daniel Gimeno-Traver por 7-6(8) y 6-3 y también perdió rápidamente en el Masters de Roma con Florian Mayer por 6-4 y retiro de Melzer, Finalmente comenzaba Roland Garros donde vencía en sets corridos al alemán Andreas Beck por 6-3, 6-4 y 6-2, más tarde en segunda ronda caería en un partido a 5 sets con el checo Lukáš Rosol por 6-7(4), 6-4, 4-6, 7-6(3) y 6-4.
Empezaba Wimbledon el tercer Grand Slam del Año donde melzer tuvo un exitoso comienzo tras vencer en primera ronda al colombiano Alejandro Falla en 4 sets por 3-6, 7-6(5), 6-2, 6-2, más tarde en la segunda ronda derrota también en 4 sets al ruso Dmitry Tursunov por 6-3, 2-6, 7-6(5), 7-6(1), pero cayó en la tercera ronda con el belga Xavier Malisse por 7-6(5), 6-3 y 6-0.
Melzer volvió a Stuttgart donde perdió rápidamente en primera ronda con el colombiano Santiago Giraldo por 6-4 y 7-5, pero se quedó con el título de dobles junto a Philipp Petzschner tras vencer a los españoles Marc López y Marcel Granollers por 6-3 y 6-4
Ya en el Torneo de Hamburgo Melzer hizo la final el año pasado pero quería olvidarse de la derrota en primera ronda de Stuttgart, donde empezaba derrotando en segunda ronda al español Daniel Gimeno-Traver por 6-3, 5-7, 6-1, en tercera ronda derrotó muy fácil al italiano Fabio Fognini por 6-3 y 6-2, pero cayó en cuartos de final con el español Fernando Verdasco por 6-3, 2-6, 6-4.
Mientras que en el Torneo de Washington y en el Masters de Cincinnati cae en ambos en primera ronda con Donald Young y Gilles Simon respectivamente. En Winston Salem melzer sumó su cuarta derrota consecutiva tras perder rápidamente con el ruso Igor Andreev por 7-5 y 6-3.
En el US Open melzer cortó esa racha de 4 derrotas consecutivas tras vencer en primera ronda al francés Eric Prodon por 6-2, 7-6(4), 6-2, pero fue sorprendido en segunda ronda cuando cayó con el ruso Igor Kunitsyn por 3-6, 6-3, 6-1, 2-6, 7-6(5), pero logró un nuevo título de Grand Slam en dobles junto con Philipp Petzschner cuando vencieron a los polacos Mariusz Fyrstenberg y Marcin Matkowski por 6-2 y 6-2.
Melzer participaba en los Play-Offs de la Copa Davis frente a Bélgica donde jugó el 2.º y 4.º punto, en el primer punto perdió con Steve Darcis por 7-6(3), 6-7(4), 6-4, 6-3, en el cuarto punto venció a Olivier Rochus por 6-4, 6-4, 6-3, así dándole a Austria el pase al Grupo Mundial del Año 2012.
Melzer después participa en Kuala Lumpur donde en segunda ronda debutó con éxito tras vencer al sudafricano Rik de Voest por 6-0 y 6-4, pero en los cuartos de final pierde con el chipriota Marcos Baghdatis por 6-3 y 7-6(3) y en Beijing cae con el tercer cabeza de serie Tomáš Berdych por 7-5 y 7-5. Mientras en el Masters de Shanghái derrotó fácilmente en primera ronda al croata Ivan Ljubičić por 6-4 y 6-2, pero cayó en segunda ronda con el colombiano Santiago Giraldo por 4-6, 6-0, 7-6(5).

## Torneos de Grand Slam

### Dobles

#### Títulos (2)
| Año  | Torneo             | Pareja             | Oponentes en la final                | Resultado     |
| 2010 | Wimbledon          | Philipp Petzschner | Robert Lindstedt Horia Tecău         | 6-1, 7-5, 7-5 |
| 2011 | Abierto de EE. UU. | Philipp Petzschner | Mariusz Fyrstenberg Marcin Matkowski | 6-2, 6-2      |

### Dobles mixto

#### Títulos (1)
| Año  | Torneo    | Pareja         | Oponentes en la final          | Resultado |
| 2011 | Wimbledon | Iveta Benesova | Mahesh Bhupathi Yelena Vesnina | 6-3, 6-2  |

## Títulos ATP (22; 5+17)

### Individual (5)
| Leyenda                       |
| Grand Slam (0)                |
| ATP World Tour Final (0)      |
| ATP Masters 1000 (0)          |
| ATP World Tour 500 series (1) |
| ATP World Tour 250 series (4) |

| N.º | Fecha                    | Torneo        | Superficie    | Oponente en la final  | Resultado            |
| --- | ------------------------ | ------------- | ------------- | --------------------- | -------------------- |
| 1.  | 11 de septiembre de 2006 | Bucarest      | Tierra batida | Filippo Volandri      | 6-1, 7-5             |
| 2.  | 26 de octubre de 2009    | Viena         | Dura (i)      | Marin Čilić           | 6-4, 6-3             |
| 3.  | 31 de octubre de 2010    | Viena         | Dura (i)      | Andreas Haider-Maurer | 6-7(10), 7-6(4), 6-4 |
| 4.  | 26 de febrero de 2012    | Memphis       | Dura (i)      | Milos Raonic          | 7-5, 7-6(4)          |
| 5.  | 24 de agosto de 2013     | Winston-Salem | Dura          | Gaël Monfils          | 6-3, 2-1, ret.       |

#### Finalista (8)
| N.º | Fecha                 | Torneo       | Superficie    | Oponente en la final  | Resultado        |
| --- | --------------------- | ------------ | ------------- | --------------------- | ---------------- |
| 1.  | 7 de julio de 2003    | Newport      | Hierba        | Robby Ginepri         | 4-6, 7-6(3), 1-6 |
| 2.  | 16 de mayo de 2005    | Sankt Pölten | Tierra batida | Nikolai Davydenko     | 3-6, 6-2, 4-6    |
| 3.  | 10 de abril de 2006   | Houston      | Tierra batida | Mardy Fish            | 6-3, 4-6, 3-6    |
| 4.  | 2 de octubre de 2006  | Metz         | Dura (i)      | Novak Djokovic        | 6-4, 3-6, 2-6    |
| 5.  | 26 de febrero de 2007 | Las Vegas    | Dura          | Lleyton Hewitt        | 4-6, 6-7(10)     |
| 6.  | 14 de julio de 2008   | Kitzbuhel    | Tierra batida | Juan Martín del Potro | 2-6, 1-6         |
| 7.  | 25 de julio de 2010   | Hamburgo     | Tierra batida | Andrey Golubev        | 3-6, 5-7         |
| 9.  | 10 de febrero de 2013 | Zagreb       | Dura (i)      | Marin Čilić           | 3-6, 1-6         |

### Dobles (17)
| Leyenda                        |
| Grand Slam (2)                 |
| ATP World Tour Final (0)       |
| ATP Masters 1000 (1)           |
| ATP World Tour 500 series (4)  |
| ATP World Tour 250 series (10) |

| N.º | Fecha                    | Torneo            | Superficie    | Pareja                 | Oponentes en la final                | Resultado           |
| --- | ------------------------ | ----------------- | ------------- | ---------------------- | ------------------------------------ | ------------------- |
| 1.  | 24 de octubre de 2005    | San Petersburgo   | Dura (i)      | Julian Knowle          | Jonas Björkman Max Mirnyi            | 4-6 7-5 7-5         |
| 2.  | 24 de abril de 2006      | Casablanca        | Tierra batida | Julian Knowle          | Michael Kohlmann Alexander Waske     | 6-3 6-4             |
| 3.  | 16 de julio de 2006      | Newport           | Hierba        | Robert Kendrick        | Jeff Coetzee Justin Gimelstob        | 7-6(3) 6-0          |
| 4.  | 21 de junio de 2008      | 's-Hertogenbosch  | Hierba        | Mario Ančić            | Mahesh Bhupathi Leander Paes         | 7-6(5) 6-3          |
| 5.  | 30 de agosto de 2009     | New Haven         | Dura          | Julian Knowle          | Bruno Soares Kevin Ullyett           | 6-4, 7-6(3)         |
| 6.  | 5 de octubre de 2009     | Tokio             | Dura          | Julian Knowle          | Ross Hutchins Jordan Kerr            | 6-2, 5-7, 10-8      |
| 7.  | 7 de febrero de 2010     | Zagreb            | Dura          | Philipp Petzschner     | Arnaud Clément Olivier Rochus        | 3-6, 6-3, 10-8      |
| 8.  | 3 de julio de 2010       | Wimbledon         | Hierba        | Philipp Petzschner     | Robert Lindstedt Horia Tecău         | 6-1, 7-5, 7-5       |
| 9.  | 17 de octubre de 2010    | Shanghái          | Dura          | Leander Paes           | Mariusz Fyrstenberg Marcin Matkowski | 7–5, 4–6, [10–5]    |
| 10. | 13 de febrero de 2011    | Róterdam          | Dura          | Philipp Petzschner     | Michael Llodra Nenad Zimonjić        | 6-4, 3-6, 10-5      |
| 11. | 15 de julio de 2011      | Stuttgart         | Tierra batida | Philipp Petzschner     | Marc López Marcel Granollers         | 6-3, 6-4            |
| 12. | 10 de septiembre de 2011 | Abierto de EE.UU. | Dura          | Philipp Petzschner     | Mariusz Fyrstenberg Marcin Matkowski | 6-2, 6-2            |
| 13. | 19 de octubre de 2014    | Viena             | Dura (i)      | Philipp Petzschner     | Andre Begemann Julian Knowle         | 7-6(6), 4-6, [10-7] |
| 14. | 10 de febrero de 2019    | Sofía             | Dura (i)      | Nikola Mektić          | Cheng-peng Hsieh Christopher Rungkat | 6-2, 4-6, [10-2]    |
| 15. | 13 de abril de 2019      | Marrakech         | Tierra batida | Franko Škugor          | Matwé Middelkoop Frederik Nielsen    | 6-4, 7-6(6)         |
| 16. | 28 de julio de 2019      | Hamburgo          | Tierra batida | Oliver Marach          | Robin Haase Wesley Koolhof           | 6-2, 7-6(3)         |
| 17. | 18 de octubre de 2020    | San Petersburgo   | Dura (i)      | Édouard Roger-Vasselin | Marcelo Demoliner Matwé Middelkoop   | 6-2, 7-6(4)         |

#### Finalista (20)
- 2002: Newport (junto a Alexander Popp pierden ante Bob Bryan y Mike Bryan).
- 2003: Newport (junto a Julian Knowle pierden ante Jordan Kerr y David MacPherson).
- 2003: Kitzbuhel (junto a Alexander Peya pierden ante Martin Damm y Cyril Suk).
- 2006: Houston (junto a Julian Knowle pierden ante Michael Kohlmann y Alexander Waske).
- 2006: Metz (junto a Julian Knowle pierden ante Richard Gasquet y Fabrice Santoro).
- 2006: Viena (junto a Julian Knowle pierden ante Petr Pála y Pavel Vízner).
- 2006: San Petersburgo (junto a Julian Knowle pierden ante Simon Aspelin y Todd Perry).
- 2007: Memphis (junto a Julian Knowle pierden ante Eric Butorac y Jamie Murray).
- 2007: San Petersburgo (junto a Todd Perry pierden ante Daniel Nestor y Nenad Zimonjić).
- 2008: Auckland (junto a Xavier Malisse pierden ante Luis Horna y Juan Mónaco).
- 2008: Pörtschach (junto a Julian Knowle pierden ante Marcelo Melo y André Sá).
- 2009: Viena (junto a Julian Knowle pierden ante Lukasz Kubot y Oliver Marach).
- 2010: Bangkok (junto a Jonathan Erlich pierden ante Christopher Kas y Viktor Troicki).
- 2012: Brisbane (junto a Philipp Petzschner pierden ante Max Mirnyi y Daniel Nestor).
- 2014: París (junto a Marcin Matkowski pierden ante Bob Bryan y Mike Bryan).
- 2015: Estambul (junto a Robert Lindstedt pierden ante Radu Albot y Dušan Lajović).
- 2016: Moscú (junto a Julian Knowle pierden ante Juan Sebastián Cabal y Robert Farah).
- 2019: Umag (junto a Oliver Marach pierden ante Robin Haase y Philipp Oswald).
- 2020: Sofía (junto a Édouard Roger-Vasselin pierden ante Jamie Murray y Neal Skupski).
- 2020: ATP World Tour Finals (junto a Édouard Roger-Vasselin pierden ante Wesley Koolhof y Nikola Mektić).

### Clasificación en torneos del Grand Slam (Individual)
| Torneo          | 2015 | 2014 | 2013 | 2012 | 2011 | 2010 | 2009 | 2008 | 2007 | 2006 | 2005 | 2004 | 2003 | 2002 | 2001 | 2000 | Títulos |
| --------------- | ---- | ---- | ---- | ---- | ---- | ---- | ---- | ---- | ---- | ---- | ---- | ---- | ---- | ---- | ---- | ---- | ------- |
| Australian Open | 2r   | -    | 3r   | 1r   | 4r   | 1r   | 3r   | 2r   | 2r   | 1r   | 3r   | 3r   | 1r   | -    | -    | -    | 0       |
| Roland Garros   | 2r   | 2r   | 1r   | 1r   | 2r   | SF   | 3r   | 3r   | 2r   | 1r   | 3r   | 2r   | 1r   | -    | -    | -    | 0       |
| Wimbledon       | Q2   | 1r   | 4r   | 2r   | 3r   | 4r   | 3r   | 3r   | -    | 1r   | 3r   | 1r   | 2r   | 1r   | -    | 1r   | 0       |
| US Open         | 2r   | 1r   | 1r   | 1r   | 2r   | 4r   | 3r   | 2r   | 1r   | 1r   | 3r   | 2r   | 3r   | 2r   | -    | -    | 0       |

#### Clasificación en torneos de Masters Series
| Torneo | 2014      | 2013      | 2012      | 2011      | 2010      | 2009      | 2008      | 2007      | 2006      | 2005      | 2004      | G-P   | Títulos |
| --- | --------- | --------- | --------- | --------- | --------- | --------- | --------- | --------- | --------- | --------- | --------- | ----- | ------- |
| 'Indian Wells' | -         | 1R        | 2R        | 3R        | 4R        | 3R        | 2R        | 2R        | 1R        | 3R        | 1R        | 5-10  | 0       |
| 'Miami' | -         | CF        | 3R        | 2R        | 3R        | 2R        | 2R        | 2R        | 1R        | 1R        | 3R        | 9-10  | 0       |
| 'Montecarlo' | 1R        | 3R        | 2R        | SF        | 2R        | 1R        | -         | 1R        | -         | 1R        | -         | 7-8   | 0       |
| 'Madrid' | 1R        | 1R        | 2R        | 2R        | CF        | 2R        | -         | 1R        | -         | 2R        | -         | 6-8   | 0       |
| 'Roma' | 3R        | 1R        | 1R        | 2R        | 1R        | 3R        | -         | 1R        | -         | 1R        | -         | 4-8   | 0       |
| 'Montreal / Toronto' |           | 1R        | 1R        | -         | 1R        | 1R        | -         | 1R        | -         | 1R        | CF        | 3-7   | 0       |
| 'Cincinnati' |           | 1R        | 1R        | 1R        | 2R        | 2R        | -         | 3R        | -         | 1R        | -         | 4-8   | 0       |
| 'Shanghai' |           | 2R        | 1R        | 2R        | CF        | 3R        | No TM1000 | No TM1000 | No TM1000 | No TM1000 | No TM1000 | 7-5   | 0       |
| 'París' |           | -         | 1R        | -         | CF        | -         | -         | 1R        | -         | -         | 3R        | 4-4   | 0       |
| 'Hamburgo' | No TM1000 | No TM1000 | No TM1000 | No TM1000 | No TM1000 | No TM1000 | Q1        | 3R        | 1R        | 1R        | CF        | 5-4   | 0       |
| Total |           | 0         | 0         | 0         | 0         | 0         | 0         | 0         | 0         | 0         | 0         | 52-71 | 0       |
| 'World Tour Finals', Londres |           | -         | -         | -         | -         | -         | -         | -         | -         | -         | -         | 0-0   | 0       |
| Leyenda: G:Torneo ganado; F:Finalista; SF:Semifinalista; CF:Cuartos de final; 1R: Primera ronda; 2R: Segunda Rona; RR: Round Robin**:A partir de 2009 |           |           |           |           |           |           |           |           |           |           |           |       |         |

### Challengers (5)
| N.º | Fecha                | Torneo          | Superficie    | Oponente en la final | Resultado   |
| --- | -------------------- | --------------- | ------------- | -------------------- | ----------- |
| 1.  | 20 de agosto de 2001 | Mönchengladbach | Tierra batida | Jens Knippschild     | 4-6 6-1 6-3 |
| 2.  | 15 de marzo de 2004  | Boca Ratón      | Dura          | Thomas Enqvist       | 6-3 4-6 6-3 |